# Parafia św. Marii Magdaleny w Głogoczowie
Parafia świętej Marii Magdaleny w Głogoczowie – rzymskokatolicka parafia znajdująca się w archidiecezji krakowskiej, w dekanacie Mogilany, w Polsce.